# Мутасья
Мутасья (устар. Мутусья, Мутусь, Мутося) — река в России, течет по территории Лешуконского района Архангельской области. Устье реки находится в 306 км по левому берегу реки Мезень. Длина реки составляет 88 км.

## Данные водного реестра
По данным государственного водного реестра России относится к Двинско-Печорскому бассейновому округу, водохозяйственный участок реки — Мезень от истока до водомерного поста у деревни Малонисогорская. Речной бассейн реки — Мезень.
Код объекта в государственном водном реестре — 03030000112103000045807.

## Палеонтология
В районе Мутусьи в отложениях раннего триасового периода (нижнеоленёкский подъярус) обнаружен ископаемый образец темноспондильной амфибии из надсемейства Trematosauroidea, а также образец предположительно Wetlugasaurus.

### Карты
- Лист карты Q-38-119-C,D — ФГУП «ГОСГИСЦЕНТР»